# موغنس سورينسن
موغنس سورينسن (بالدنماركية: Mogens Sørensen)‏ هو مجدف دنماركي، ولد في 22 يناير 1930 في Rungsted ‏ في الدنمارك، وتوفي في 15 يناير 2006.

## وصلات خارجية
- موغنس سورينسن على موقع الاتحاد الدولي للتجديف (الإنجليزية)
- موغنس سورينسن على موقع أوليمبيديا (الإنجليزية)